# Gaston Tissandier
Gaston Tissandier (Parigi, 21 novembre 1843 – Parigi, 30 agosto 1899) è stato un chimico, aviatore e editore francese.

## Biografia

Partenza del dirigibile elettrico di Gaston e Albert Tissandier l'8 ottobre 1883 a Auteuil.

Nel settembre 1870, durante la guerra franco-prussiana, riuscì a lasciare Parigi assediata in mongolfiera.
Il suo viaggio aereo più avventuroso ebbe luogo vicino a Parigi nell'aprile del 1875. Lui e i compagni Joseph Crocé-Spinelli, giornalista, e Théodore Henri Sivel, ufficiale di marina, furono in grado di raggiungere con l'aerostato Zénith l'altitudine, inaudita a quei tempi, di 8.600 metri. Entrambi i suoi compagni morirono per anossia. Tissandier sopravvisse, ma divenne sordo.
Fondò e curò la rivista scientifica La Nature e scrisse diversi libri di divulgazione scientifica. Fra le sue opere si ricordano: Histoire de mes ascensions (1878); Récréations scientifiques (1880); Navigation aérienne (1885); Histoire des ballons et des aéronautes célèbres (1887).
Suo fratello era l'illustratore Albert Tissandier e suo figlio Paul divenne un famoso aviatore.
Nel 1881, all'Exposition internationale d'Électricité, Gaston e Albert Tissandier presentarono il primo modello in scala funzionante di dirigibile elettrico. Incoraggiati dal risultato, misero a punto il primo dirigibile a propulsione elettrica, che effettuò il volo d'esordio l'8 ottobre 1883 (come apparato motore i Tissandier impiegarono una dinamo elettrica tipo Siemens, che funzionando come motore forniva la potenza di un cavallo e mezzo, e metteva in movimento un'elica a due palette elicoidali). Un secondo test venne eseguito il 26 settembre 1884.

## Opere principali
- Eléments de Chimie (1870)
- L'Eau (1867)
- La Houille (1886)
- Histoire de mes ascensions récit de quarante voyages aériens (1868-1886) (1887; edizione tedesca 1872)
- En ballon! Pendant le siège de Paris. Souvenirs d'un aéronaute (1871)
- Les Merveilles de la photographie (1874)
- Histoire de la gravure typographique (1875)
- Simples notions sur les ballons (1876)
- A history and handbook of photography (La photographie, 1873)
- Le Grand Ballon captif à vapeur de M. Henry Giffard (1879)
- Les Martyrs de la science (1879)
- Observations météorologiques en ballon. Résumé de 25 ascensions aérostatiques (1879)
- Les ballons dirigeables: Application de l'électricité à la navigation aerienne; [Ouvrage accompagné de 35 fig. et de 4 pl. hors texte] (1885)
- La photographie en ballon, avec une table (1886)
- Histoire des ballons et des aéronautes célèbres (1890)
- La Tour Eiffel de 300 mètres: description du monument, sa construction, ses organes mécaniques, son but et son utilité. Avec une lettre autographie de G. Eiffel (1889)
- Bibliographie aéronautique: Catalogue de livres d'histoire, de science, de voyages et de fantaisie, traitant de la navigation aérienne ou des aérostats (1887)